# The College Dropout
The College Dropout är den amerikanska hiphopmusikern Kanye Wests debutalbum från 2004. Albumet blev tvåa på Billboard 200 och vann en Grammy för årets rapalbum. Det nominerades även i kategorin årets album. Entertainment Weekly utsåg i december 2009 The College Dropout till decenniets bästa album.

## Låtlista
1. "Intro" – 0:19
2. "We Don't Care" – 3:59
3. "Graduation Day" – 1:22
4. "All Falls Down" (feat. Syleena Johnson) – 3:43
5. "I'll Fly Away" – 1:09
6. "Spaceship" (feat. GLC & Consequence) – 5:24
7. "Jesus Walks" – 3:13
8. "Never Let Me Down" (feat. Jay-Z & J. Ivy) – 5:24
9. "Get 'em High" (feat. Talib Kweli & Common) – 4:49
10. "Workout Plan" – 0:46
11. "The New Workout Plan" – 5:22
12. "Slow Jamz" (feat. Twista & Jamie Foxx) – 5:16
13. "Breathe In, Breathe Out" (feat. Ludacris) – 4:06
14. "School Spirit Skit 1" – 1:18
15. "School Spirit" – 3:02
16. "School Spirit Skit 2" – 0:43
17. "Lil' Jimmy Skit" – 0:53
18. "Two Words" (feat. Mos Def, Freeway, The Harlem Boys Choir) – 4:26
19. "Through the Wire" – 3:41
20. "Family Business" – 4:38
21. "Last Call" – 12:40